# Philippe Belley
Philippe Belley est un réalisateur et documentariste saguenéen.

## Biographie
Philippe Belley est né en 1981 au Saguenay-Lac-Saint-Jean.
Il a été récompensé par un prix Numix en 2018 pour son documentaire L'Usine et ma vilaine mémoire de 9 ans.

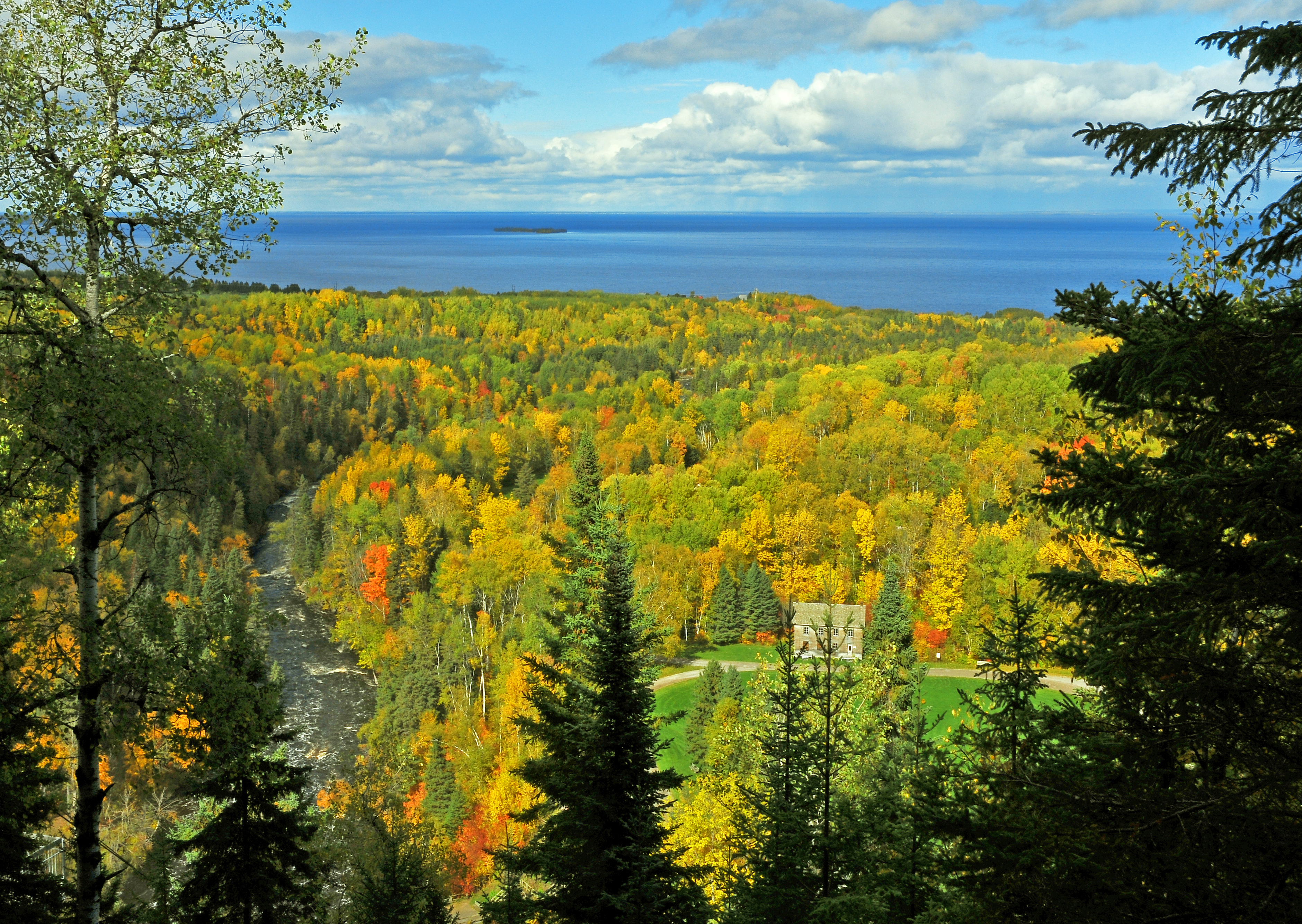
Philippe est né au Saguenay.

Philippe Belley est décédé en 2021.

## Grand projet
Philippe Belley avait le rêve de faire un projet important et impactant avec sa fille, Clara Belley. Il se donne le défi qu'ils de traversent les 32 kilomètres du lac Saint-Jean à la nage. Sa fille sachant déjà bien nager, Philippe Belley va avoir besoin d'entraînement. Durant les sessions de pratique, Philippe Belley va être encouragé par Michel Dufour, sa figure d'inspiration. Stéphanie Gagné, réalisatrice québécoise, a terminé un documentaire qui le suit à travers différentes épreuves. Le documentaire s'intitule La folle traversée de Philippe.
 

Il voulait faire ce projet pour sa fille pour son amour et sa présence : 
« Ce projet, c’est un voyage vers moi, afin de me révéler mon véritable potentiel. C’est le combat de ma vie, je crois. Et au travers de tout ça, dire à Clara que tout est possible, qu’elle peut croire en elle. Qu’on n’a pas besoin de traverser un lac pour s’aimer et être aimé! ».

## Décès
Philippe Belley est décédé dans sa région natale, le Saguenay–Lac-Saint-Jean. Il a succombé à une arythmie cardiaque lorsqu'il s'entrainait pour sa traversée avec sa fille. Le 12 août 2021, il va mourir subitement d'un malaise au lac Clairval, près de Saguenay. Plusieurs assemblées vont avoir lieu pour lui rendre hommage et s'exprimer sur le sujet.

### Hommage posthume
Plusieurs projets vont être réalisés en son honneur. Un des plus importants étant une résidence de création en mémoire de Philippe Belley. L’organisme derrière le Festival Regard, Caravane Films Productions, s’est associé à l’Association professionnelle des écrivains de la Sagamie (APES) dans le but d’ouvrir et de fournir une résidence de création. C'est la ville de Saguenay qui ont accordé une subvention de 25 000$ au projet. Il va se nommer De la nouvelle au scénario : résidence de création Phillipe Belley.